# 드베르그

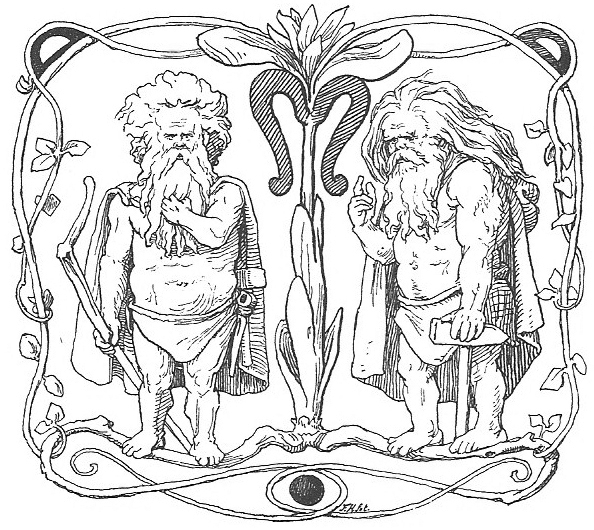
19세기에 출판된 〈무녀의 예언〉 삽화의 드베르그. 로렌츠 프뢸리히의 1895년 그림.

드베르그(고대 노르드어: dvergr, 고대 고지 독일어: twerg, 고대 영어: dweorg)는 게르만 신화에서 산맥 깊은 곳과 지하세계에 산다고 하는 족속이다. 주로 지혜, 대장일, 광산업, 공예와 관련된 존재로 등장한다. 드베르그는 주로 키가 매우 작고 추하다고 묘사되는데, 일부 신화학자들은 드베르그의 외모에 관한 이 묘사가 원래부터 있던 것이 아니라 후대에 드베르그를 희극적으로 묘사하는 과정에서 파생된 것이 아닌지 의문한다.

## 어원 연구
고대 영어(앵글로색슨어) 단어 dweorg는 오늘날 영어에서 "난쟁이"를 뜻하는 dwarf의 어원이다. 그리고 dweorg는 노르드어의 dvergr, 고대 고지독일어의 twerg 등 다른 게르만어파 언어의 낱말들과 상응한다. 블라디미르 오렐은 이 낱말들의 최종 공통조상이 게르만조어 *đwerȝaz일 것이라고 한다.
역사언어학자들과 비교신화학자들은 드베르그가 자연의 정령으로서 죽음과 관련된 존재였거나 또는 그런 개념의 혼합체라는 가설을 제기한다. 인도유럽어족 가설에 따른 어근 분석에서, "드베르그"는 "파손"을 의미하는 *dheur-, 또는 영어의 dream 및 독일어의 Trug→협잡의 어원인 *dhreugh 과의 관련성이 제기된다. 이에 따라 "악한 존재"라는 뜻인 산스크리트어 드바라스(dhvaras)와 비교되기도 한다.

## 노르드 신화
노르드 신화의 문헌인 《고 에다》 및 《신 에다》에는 드베르그의 출신성분에 관한 서로 다른 이야기들이 전한다. 《고 에다》 중 〈무녀의 예언〉에서 드베르그는 브리미르의 피와 블라인의 뼈(둘 다 위미르의 다른 이름으로 생각된다)에서 생겨난 존재라고 한다. 한편 《신 에다》에서는 신들이 위미르를 쳐죽이고 그 시체로 세상을 만들기 전에 위미르의 시체에 꼬인 구더기 같은 존재들이 드베르그라고 한다.  《고 에다》와 《신 에다》를 통틀어서 100개 이상의 드베르그 이름이 나오는데, 《신 에다》에서는 노르드리, 수드리, 아우스트리, 베스트리(각각 북쪽, 남쪽, 동쪽, 서쪽이라는 뜻이다)라는 네 명의 드베르그가 동서남북 사방의 끝에서 하늘을 떠받치는 우주론적 역할을 맡고 있다. 또한 《신 에다》에서 스바르트알파헤임에 사는 존재라고 하는 스바르트알프들은 사실상 드베르그와 동일한 존재인 것으로 신화학자들은 보고 있다.
신 고 에다를 모두 통틀어 드베르그가 등장하는 이야기는 매우 드문데, 그나마도 나올 때마다 그 성질이 일관되지 않고 들쭉날쭉하다. 스칼드스카파르 먀다르를 만드는 과정에서 엄한 사람을 죽이는 잔혹한 인외생물로 등장하기도 하고, 신들이 사용하는 여러 마법적 물건들을 제작한 솜씨 좋은 장인으로 나오기도 한다. 또 여신들에게 범죄적 탐욕을 표출하는 성욕의 화신으로 등장할 때도 있다. 살펴보면 드베르그와 관련된 주요 모티프는 금속대장일과 죽음이다. 《헤임스크링글라》의 첫 번째 수록작인 〈윙글링 일족의 사가〉의 스베이그디르 왕 이야기에서 보듯 드베르그들이 치키고 있는 산맥 깊숙한 곳으로 들어가는 길은 이(異)세계로 넘어가는 길목 같은 것으로 생각되었다. 또 알비스라는 드워프는 토르의 딸 스루드와 결혼하겠다고 찾아왔다가 토르의 꾀에 넘어가 햇볕을 받고 돌이 되어버리는데, 이것은 트롤에 관한 묘사와 유사하다.
게르만인들이 기독교화된 뒤에도 드베르그 이야기는 게르만어파 언어를 사용하는 지역에서 민담의 형태로 계속 구전되었다. 후기의 포르날다르 사가에서는 드베르그가 대장일 뿐 아니라 치료에도 재능이 있는 것으로 나온다. 포르날다르 사가들에서 드베르그가 키가 작고 추하다고 묘사되는 것과 달리, 초기 노르드 문헌에서는 그들이 키가 작다는 언급은 어디에도 없다. 아나톨리 리버만은 드베르그가 본래 하급의 초자연적 존재였다가 기독교화 이후 문자 그대로 작은 존재가 된 것이 아닌가 추측한다. 드베르그의 이름들 중에는 "충분히 키큰"이라는 뜻의 "풀랑그(Fullangr)", "높으신 분"이라는 뜻의 "하(Hár)가 있기도 하다. 한편 앵글로색슨의 주석서에서는 dweorg 라는 말을 작다는 뜻의 라틴어 naus, pygmaeus를 설명하는 용도로 사용했다.
민담에 등장하는 드베르그는 대개 긴 수염을 기른 늙은 남자의 모습으로 묘사된다. 여성 드베르그는 거의 등장하지 않는데, 드베르그 드발린에게 딸이 있다는 기록과 14세기의 Þjalar Jóns saga에는 "드베르그"의 여성형 명사인 "뒤르갸(dyrgja)가 등장한다. 그러나 야코프 그림의 《독일 신화지》에 언급된 민담들 일부는 여성 드베르그가 아닌 다른 존재를 지칭한 것일 가능성이 있다. 또 한편 스웨덴의 발라드 구절인 “Herr Peder och Dvärgens Dotter→페데르 경과 드베르그의 딸”에서는 드베르그의 딸에게 유혹하는 요부의 성격을 부여하고 있다.

## 앵글로색슨 신화
앵글로색슨의 주문(呪文) 중에 "드베르그에 맞서다"라는 뜻의 Wið Dweorh 라는 것이 있다. 이것은 불면증을 쫓기 위한 주문인데, 이에 따라 드베르그가 "악몽"을 의미하는 nightmare의 어원이 된 초자연적 존재 몽마(夢魔, mare)와 관련이 있을 가능성도 시사된다. 또는 Dweorh라는 고대 영어 단어가 (잠을 쫓는) "흥분, 초조(fever)"를 의미하는 말로 사용되었을 수도 있다. 고대 영어 낱말 Herbal을 라틴어로 옮기면 verrucas 인데, 이는 사마귀를 의미한다.

## 신화 해석
로테 모츠는 게르만의 드베르그, 특히 대장장이와 문지기의 역할로 등장하는 드베르그가 북유럽의 신석기 문화의 흔적이라는 가설을 세웠다.
존 린도우는 드베르그의 이름 목록이 뒤따르는 〈무녀의 예언〉 제10절이 사실 땅에서 만들어지는 인간의 탄생으로 읽힐 여지가 있다고 말한다. 그는 아스크와 엠블라를 만든 것이 드베르그이고 신들은 거기에 생명을 불어넣어준 것이라는 설을 제기했다.

## 같이 보기
- 놈 (요정)

## 참고 자료
- Gilliver, Peter. Mashall, Jeremy. Weiner, Edmund (2009). The Ring of Words: Tolkien and the Oxford English Dictionary. Oxford University Press. ISBN 9780199568369.
- Gundarsson, KveldulfR Hagan (2007). Elves, Wights, and Trolls. Studies Towards the Practice of Germanic Heathenry, 1. iUniverse. ISBN 978-0-595-42165-7
- Gygax, Gary (1979). "Books Are Books, Games Are Games". Dragon, 31. Repr. (1981) in: Kim Mohan, ed. Best of Dragon, Volume 2: A collection of creatures and characters, opinions and options from the first four years of Dragon magazine. Dragon, ISBN 9780935696943
- Griffiths, Bill (1996). Aspects of Anglo-Saxon Magic. Anglo-Saxon Books. 1-898281-15-7
- Hafstein, Valdimir Tr. (2002). "Dwarfs" as collected in Lindahl, Carl. McNamara, John. Lindow, John. (2002). Medieval Folklore. Oxford University Press. ISBN 978-0-19-514772-8
- Jakobsson, Ármann (2005): "The Hole: Problems in Medieval Dwarfology," Arv 61 (2005), 53–76.
- Liberman, Anatoly (2008). An Analytic Dictionary of English Etymology. University of Minnesota Press. ISBN 9780816652723
- Lindow, John (2001). Norse Mythology: A Guide to the Gods, Heroes, Rituals, and Beliefs. Oxford University Press. ISBN 0-19-515382-0
- Motz, Lotte (1983). The Wise One of the Mountain: Form, Function and Significance of the Subterranean Smith: A Study in Folklore. Göppinger Arbeiten zur Germanistik, 379. Kümmerle. ISBN 3-87452-598-8
- Orchard, Andy (1997). Dictionary of Norse Myth and Legend. Cassell. ISBN 0-304-34520-2
- Orel, Vladimir (2003). A Handbook of Germanic Etymology. Brill. ISBN 9004128751
- Simek, Rudolf (2007) translated by Angela Hall. Dictionary of Northern Mythology. D.S. Brewer ISBN 0-85991-513-1
- Storms, Godfrid (1948). Anglo-Saxon Magic. Nijhoff. OCLC 462857755